# Кобадін (комуна)
Кобадін (рум. Cobadin) — комуна у повіті Констанца в Румунії. До складу комуни входять такі села (дані про населення за 2002 рік):
- Віїшоара (1704 особи)
- Кобадін (6428 осіб) — адміністративний центр комуни
- Конаку (435 осіб)
- Куркань (19 осіб)
- Негрешть (530 осіб)

Комуна розташована на відстані 175 км на схід від Бухареста, 34 км на захід від Констанци.

## Населення
За даними перепису населення 2002 року у комуні проживали 9116 осіб.
Національний склад населення комуни:
| Національність            | Кількість осіб | Відсоток |
| ------------------------- | -------------- | -------- |
| румуни                    | 7310           | 80,2%    |
| турки                     | 1153           | 12,6%    |
| татари                    | 576            | 6,3%     |
| цигани                    | 61             | 0,7%     |
| німці                     | 5              | 0,1%     |
| угорці                    | 4              | < 0,1%   |
| серби                     | 3              | < 0,1%   |
| росіяни-липовани          | 2              | < 0,1%   |
| словаки                   | 1              | < 0,1%   |
| не вказали національність | 1              | < 0,1%   |

Рідною мовою назвали:
| Мова      | Кількість осіб | Відсоток |
| --------- | -------------- | -------- |
| румунська | 7386           | 81,0%    |
| турецька  | 1154           | 12,7%    |
| татарська | 547            | 6,0%     |
| циганська | 18             | 0,2%     |
| угорська  | 5              | 0,1%     |
| німецька  | 3              | < 0,1%   |
| російська | 2              | < 0,1%   |
| сербська  | 1              | < 0,1%   |

Склад населення комуни за віросповіданням:
| Релігія                             | Кількість осіб | Відсоток |
| ----------------------------------- | -------------- | -------- |
| православні                         | 7242           | 79,4%    |
| мусульмани                          | 1725           | 18,9%    |
| баптисти                            | 74             | 0,8%     |
| п'ятдесятники                       | 37             | 0,4%     |
| римо-католики                       | 18             | 0,2%     |
| адвентисти                          | 8              | 0,1%     |
| лютерани                            | 5              | 0,1%     |
| реформати                           | 1              | < 0,1%   |
| греко-католики                      | 1              | < 0,1%   |
| унітарії                            | 1              | < 0,1%   |
| бретрени                            | 1              | < 0,1%   |
| старообрядці                        | 1              | < 0,1%   |
| лютерани (Аугсбурзького сповідання) | 1              | < 0,1%   |
| не вказали релігію                  | 1              | < 0,1%   |